# Mallcukota
Mallcukota (auch: Malcu Khota oder Mallkucota) ist eine indigene Gemeinde im Departamento Potosí im südamerikanischen Andenstaat Bolivien.

## Lage im Nahraum
Mallcukota liegt in der Provinz Alonso de Ibáñez und ist ein Ort im Cantón Sacaca im Municipio Sacaca. Die Ortschaft liegt auf einer Höhe von 4259 m in einem der Hochtäler der Cordillera Azanaques, zwischen der Laguna Chaque Kkota (0,065 km²) im Nordwesten und der Laguna Mallcu Kkota (0,09 km²) im Südosten.

## Geographie
Mallcukota liegt am Nordwestrand der bolivianischen Cordillera Central. Das Klima der Region ist ein typisches Tageszeitenklima, bei dem die mittleren Temperaturschwankungen im Tagesverlauf deutlicher ausfallen als im Jahresverlauf.
Die langjährige Durchschnittstemperatur in der Tallage beträgt 13 °C (siehe Klimadiagramm Caripuyo) und schwankt zwischen 9 °C im Juni/Juli und mehr als 15 °C von November bis März. Der Jahresniederschlag liegt bei knapp 500 mm, von April bis Oktober herrscht eine Trockenzeit mit Monatsniederschlägen von weniger als 20 mm, nur im Januar und Februar werden Monatswerte von knapp über 100 mm erreicht.

## Konflikte
Im Jahr 2003 wurden in der Region Mallcukota Bergbau-Konzessionen über eine Fläche von 5475 Hektar zum Abbau von Silber, Gallium und Indium von der General Minerals Company (GMC) erworben, die später in die South American Silver Corporation (SAS) aufgegangen ist. Vorgesehen waren direkt östlich der Seen und der Gemeinde Mallcukota drei Tagebau-Gruben für den Abbau und östlich angrenzend Raum für Abraum-Halden. Da die Region auf einer wichtigen Wasserscheide liegt, befürchteten Anwohner, dass sich durch die Abwässer der Gruben Auswirkungen auf die örtliche Wasserversorgung ergeben würden.
Im April 2012 eskalierte der Konflikt zwischen Gegnern der Abbaukonzessionen, zwischen einzelnen indigenen Gemeinden der Region, zwischen den Einwohnern der Gemeinden und zwischen regionalen Polizeieinheiten und den Abbaugegnern. Es gab Übergriffe der Polizei in der Gemeinde Mallcukota, bei einem Protestmarsch Anfang Juli nach La Paz wurden mehrere Polizisten von Demonstranten verletzt, vier Gemeindemitglieder wurden durch Schusswunden verletzt und der Protestteilnehmer José Mamani Mamani starb an Schussverletzungen durch die Polizei.
Später kam es zu Verhandlungen der Protestgruppen mit der Regierung Morales und am 10. Juli versicherte die Regierung, die Bergbau-Konzessionen zu widerrufen und die Familie Mamani zu entschädigen. Der Widerruf der Konzessionen führte zu einem Verfahren vor dem Internationalen Gerichtshof in Den Haag, der im Juli 2018 den Staat Bolivien zu einer Schadensersatzzahlung an SAS von 18,7 Millionen US-Dollar verurteilte.

## Verkehrsnetz
Mallcukota liegt in einer Entfernung von 370 Straßenkilometern nordöstlich von Potosí, der Hauptstadt des Departamentos.
Von Potosí führt die asphaltierte Nationalstraße Ruta 1 in nordwestlicher Richtung über 109 Kilometer bis Cruce Culta (früher Ventilla), von dort zweigt eine Streckenverbindung nach Nordosten ab und erreicht nach 33 Kilometern Macha an der Ruta 6. Von dort folgt man der Ruta 6 90 Kilometer bis zur Provinzhauptstadt Uncía.
Hier zweigt eine unbefestigte Landstraße nach Osten ab, erreicht nach 17 Kilometern Chayanta und führt weiter in nordöstlicher Richtung weitere 60 Kilometer über Irupata nach Colloma.
Von Colloma aus sind es noch einmal 27 Kilometer über Cayastia nach Ñequeta und weitere zwölf Kilometer in östlicher Richtung bis Chiro Kasa. Von Chiro Kasa führt eine unbefestigte Landstraße in nördlicher Richtung, überquert auf den folgenden 22 Kilometern bis Mallcukota mehrere Höhenrücken und erreicht dabei Höhen von fast 4400 Metern.

## Bevölkerung
Die Einwohnerzahl der Ortschaft ist in dem Jahrzehnt zwischen den beiden letzten Volkszählungen um etwa ein Viertel angestiegen:
| Jahr | Einwohner         | Quelle       |
| ---- | ----------------- | ------------ |
| 1992 | keine Detaildaten | Volkszählung |
| 2001 | 155               | Volkszählung |
| 2012 | 199               | Volkszählung |
| 2024 |                   | Volkszählung |